# Pramlintide
Le pramlintide est un médicament antidiabétique, vendu sous le nom de marque Symlin.

## Usage médical
C'est un analogue de l'amyline .
Le pramlintide est un médicament utilisé pour traiter le diabète de type 1 et 2 chez les personnes qui utilisent de l'insuline au moment des repas. Il est administré par injection sous-cutanée.

## Effets secondaires
Les effets secondaires de ce médicament  comprennent des nausées, une perte d’appétit ou des maux de tête. D’autres effets secondaires peuvent inclure une hypoglycémie ou des réactions allergiques,. Son utilisation n'est pas recommandée chez les personnes atteintes de gastroparésie . La sécurité de ce médicament pendant la grossesse n’est pas claire. 

## Histoire
Le médicament   a été approuvé pour un usage médical aux États-Unis en 2005. Aux États-Unis, 50 doses de 60 mcg coûtent environ 1 000 dollars américains en 2021.